# اوباش (فیلم ۱۹۵۱)
اوباش (به انگلیسی: The Mob) یک فیلم سینمایی آمریکایی در ژانر جنایی و فیلم نوار به کارگردانی رابرت پریش و با بازی برودریک کرافورد است.

## بازیگران
- برودریک کرافورد در نقش جانی دامیکو
- بتی بوعلر در نقش مری کییران
- ریچارد کایلی در نقش توماس
- مت کرولی به عنوان اسموتی
- نویل برند به عنوان گونر
- ارنست بورگناین به عنوان جو کاسترو
- ژان الکساندر در نقش دوریس کلنسی
- والتر کلاوون به عنوان پلیس گروه. بنیون
- لین باگت
- رالف دمکه به عنوان کمیسر پلیس
- جان مارلی در نقش تونی
- چارلز برانسون (حضور کوتاه)
- هری لاوتر